# Белокопытовский сельский совет (Глуховский район)
Белокопытовский сельский совет (укр. Білокопитівська сільська рада) — входит в состав
Глуховского района
Сумской области
Украины.
Административный центр сельского совета находится в 
с. Белокопытово
.

## Населённые пункты совета
- с. Белокопытово
- пос. Будивельное
- с. Заруцкое